# Developmental Dynamics
Developmental Dynamics (abrégé en Dev. Dyn.) est une revue évaluée par les pairs publiée par Wiley et dédiée à la biologie du développement. 
Elle possède un facteur d'impact de 3,780 en 2020. Le journal est publié pour la première fois en 1901, sous le nom de American Journal of Anatomy, avant de se renommer en 1992.
Le journal se concentre sur le domaine de la biologie du développement au sens large, et s'intéresse également à des notions d'anatomie, de morphologie, de morphogenèse, d'embryogenèse, de différenciation des tissus, de biologie des cellules souches et de développement du système neuronal.